# Wolfgang Graf Berghe von Trips
Wolfgang Alexander Albert Eduard Maximilian Reichsgraf Berghe von Trips (* 4. Mai 1928 in Köln; † 10. September 1961 in Monza) war ein deutscher Automobilrennfahrer. Er startete von 1957 bis zu seinem Unfalltod 1961 in der höchsten automobilen Rennklasse Formel 1, in der er posthum Vizeweltmeister wurde.

## Leben

### Herkunft, Ausbildung und Anfänge im Motorsport
Graf Berghe von Trips entstammte als letzter Nachkomme einem im früheren Herzogtum Jülich auf dem Stammsitz Burg Hemmersbach bei Kerpen lebenden alten niederrheinischen Adelsgeschlecht, den Berghe von Trips und wurde als einziger Sohn des Reichsgrafen Eduard Berghe von Trips (1893–1971) und dessen Ehefrau Johanna Adelheid (genannt Thessa) Melzer (1895–1978) geboren, die sich beide für den Rennsport begeisterten. Er besuchte nach der Volksschule das Gymnasium in Bergheim und zuletzt das Internat der Freien Waldorfschule Benefeld. Das landwirtschaftliche Hochschulexamen bestand er mit Auszeichnung als Diplom-Landwirt. 
Erste motorsportliche Erfahrungen hatte Berghe von Trips bereits seit 1950 mit einer 500er BMW gesammelt und 1952 eine Goldmedaille bei der Siebengebirgsfahrt gewonnen. Seine körperliche Verfassung war nicht die beste, nachdem er in seinem Kindertagen sowohl Kinderlähmung, Hirnhautentzündung als auch eine Operation am Mittelohr überstanden hatte. Durch Ausgleichssport wirkte er den Folgen dieser gesundheitlichen Beeinträchtigungen entgegen. Unter dem Pseudonym Axel Linther bestritt er seine ersten Rennen anfangs auf einem VW Käfer und wechselte dann auf Porsche. Das Pseudonym verwendete er, weil er nicht wollte, dass seine Eltern sich Sorgen um ihn machen. Schließlich sollte er in deren Sinne später einmal der Erbe von Burg Hemmersbach in Horrem werden, wo er aufgewachsen war.

### Anfänge im Automobil-Rennsport
Mit einem Porsche 356 A 1300 errang er 1954 zahlreiche Siege, unter anderem den Klassensieg der 1300er GT bei der Mille Miglia, und wurde Deutscher Meister der Klasse Grand-Turismo-Wagen bis 1600 cm³. 1955 gab er sein Debüt auf der AVUS. Mercedes-Rennleiter Alfred Neubauer wurde auf ihn aufmerksam und engagierte von Trips 1955 für sein Mercedes-Sportwagen-Werksteam. In seinem ersten Rennen für Mercedes, dem schwedischen Grand Prix in Kristianstad, fuhr von Trips einen Mercedes-Benz 300 SL. Mit einem Bremsdefekt schied er aus. Der Aufstieg in die Formel 1 schien nur noch eine Frage der Zeit zu sein, doch am Ende der Saison 1955 stieg Mercedes wie geplant aus der Formel 1 aus.

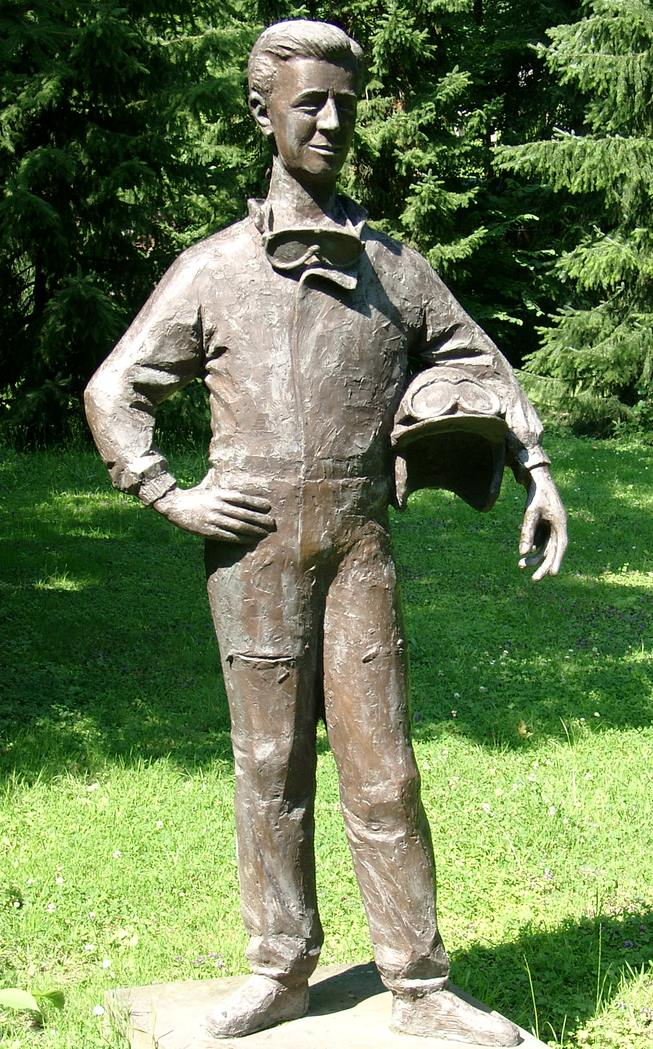
Statue vor der Villa Trips an der Burg Hemmersbach in Kerpen-Horrem (Zweitguss)

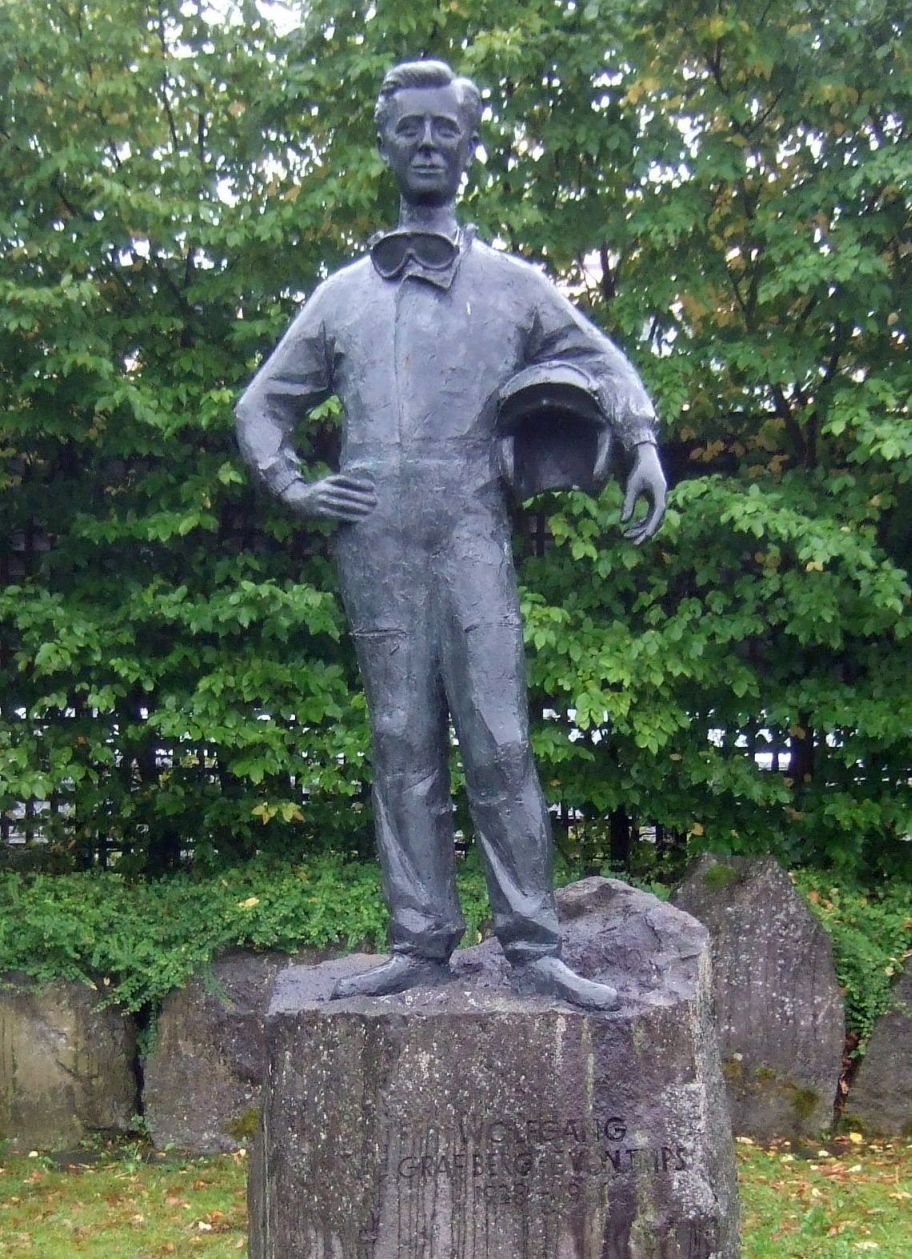
Statue am Nürburgring von Olaf Höhnen 1993

Beim Grand Prix von Italien 1956 in Monza sollte er für Ferrari fahren; im Abschlusstraining hatte er aber mit seinem Lancia-Ferrari D50 einen schweren Unfall und brach sich einen Arm. Dies war der erste von mehreren Unfällen, die ihm den Spitznamen „Count Crash“ einbrachten. Pech hatte er ebenfalls wieder mit einem Mercedes-Benz 300 SL auch bei der Mille Miglia 1956, als ihn nach eigener Aussage in einer Kurve die Kraft verließ, sodass er von der Straße abkam. Umso erfolgreicher war für ihn das 1000-km-Rennen auf dem Nürburgring 1956. Zusammen mit dem Italiener Umberto Maglioli wurde er Vierter im Gesamtklassement und gewann die Klasse der Sportwagen bis 1500 cm³. Trips/Maglioli fuhren die 44 Runden auf der Nürburgring-Nordschleife in 8:01:46 Stunden und kamen damit 17:51,5 Minuten später ins Ziel als die Sieger Piero Taruffi und Harry Schell auf dem wesentlich stärkeren Maserati 300 S.

### Sportwagenrennen
1957 sollte Trips wieder das 1000-km-Rennen im Werks-Porsche fahren, verunglückte aber am Tag vor dem Rennen bei der Probefahrt mit einem Ferrari 250 GT an der Brücke bei Breidscheid schwer. Dieser Grand-Turismo-Wagen hatte wie die früheren Formel-1-Wagen das Gaspedal in der Mitte. Trips verwechselte dadurch Bremse und Gaspedal, kam von der Strecke ab und erlitt zwei Wirbelbrüche, einen Nasenbeinbruch und schwere Prellungen. Nach dem Unfall trug er einige Monate lang ein Gipskorsett. Das 1000-km-Rennen 1958 fuhr er mit Olivier Gendebien als Partner in einem Ferrari 250 Testa Rossa 58 und wurde Dritter. In der Europa-Bergmeisterschaft 1958 startete er auf einem Porsche Spyder 1500 RSK und gewann den Titel. 1959 war er im Sportwagen wieder bei Porsche und erzielte trotz Felgenbruch und Radwechsel auf offener Strecke beim 1000-km-Rennen zusammen mit Joakim Bonnier Platz sieben; 1960 auf Ferrari fiel er mit Motorschaden aus. Seinen letzten Erfolg beim 1000-km-Rennen auf dem Nürburgring hatte er 1961, als er gemeinsam mit Richie Ginther und Olivier Gendebien auf Ferrari Dino 246 SP Dritter wurde. Ebenfalls mit Gendebien gewann er die Targa Florio 1961 und war bei den 12 Stunden von Sebring Zweiter geworden.

### Formel 1
Am 13. Januar 1957 hatte er beim Grand Prix von Argentinien in Buenos Aires sein Formel-1-Debüt. Bei seinem dritten Grand Prix, am 8. September beim Grand Prix von Italien in Monza, kam er hinter Stirling Moss und Juan Manuel Fangio als Dritter ins Ziel und errang seine ersten vier WM-Punkte. Britische Motorsportfans gaben ihm in dieser Zeit den neuen Spitznamen „Taffy“.
1958 erzielte Trips in sechs Rennteilnahmen nur 9 WM-Punkte. Im Grand Prix von Italien in Monza hatte er in der ersten Runde in der Lesmo-Kurve einen Unfall mit dem B.R.M. von Harry Schell, was seinen Ruf als Crash-Pilot weiter nährte. Enzo Ferrari, der sonst mit erfolglosen Piloten nicht zimperlich umging, ließ von Trips 1959 in seinem Sportwagen-Team fahren.
Um weiter in der Formel 1 bleiben zu können, fuhr von Trips 1959 einen Formel-2-Wagen von Porsche, für die er 1958 die Europa-Bergmeisterschaft gewonnen hatte. Aber schon beim ersten Rennen der Saison 1959, dem Grand Prix von Monaco, hatte er mit seinem Porsche 718 in der ersten Runde in der Saint-Devote-Kurve einen Unfall mit Cliff Allison und Bruce Halford. Beim Heim-Grand-Prix auf der AVUS erhielt von Trips wieder eine Startmöglichkeit für das Porsche-Team. Das Porsche-Team zog aber seine Meldung zurück, nachdem am Vortag (1. August 1959) Teamkollege Jean Behra bei einem Sportwagenrennen im Rahmenprogramm des Grand Prix auf der AVUS tödlich verunglückt war.
1960 fuhr Berghe von Trips wieder fast die gesamte Formel-1-Saison mit einem Ferrari Dino 246F1. Ein vierter Platz (Portugal), drei fünfte Plätze (Argentinien, Niederlande, Italien) und ein sechster Platz (England) sicherten ihm zehn WM-Punkte und den siebten Platz der Fahrer-Weltmeisterschaft.

### Unfalltod in Monza

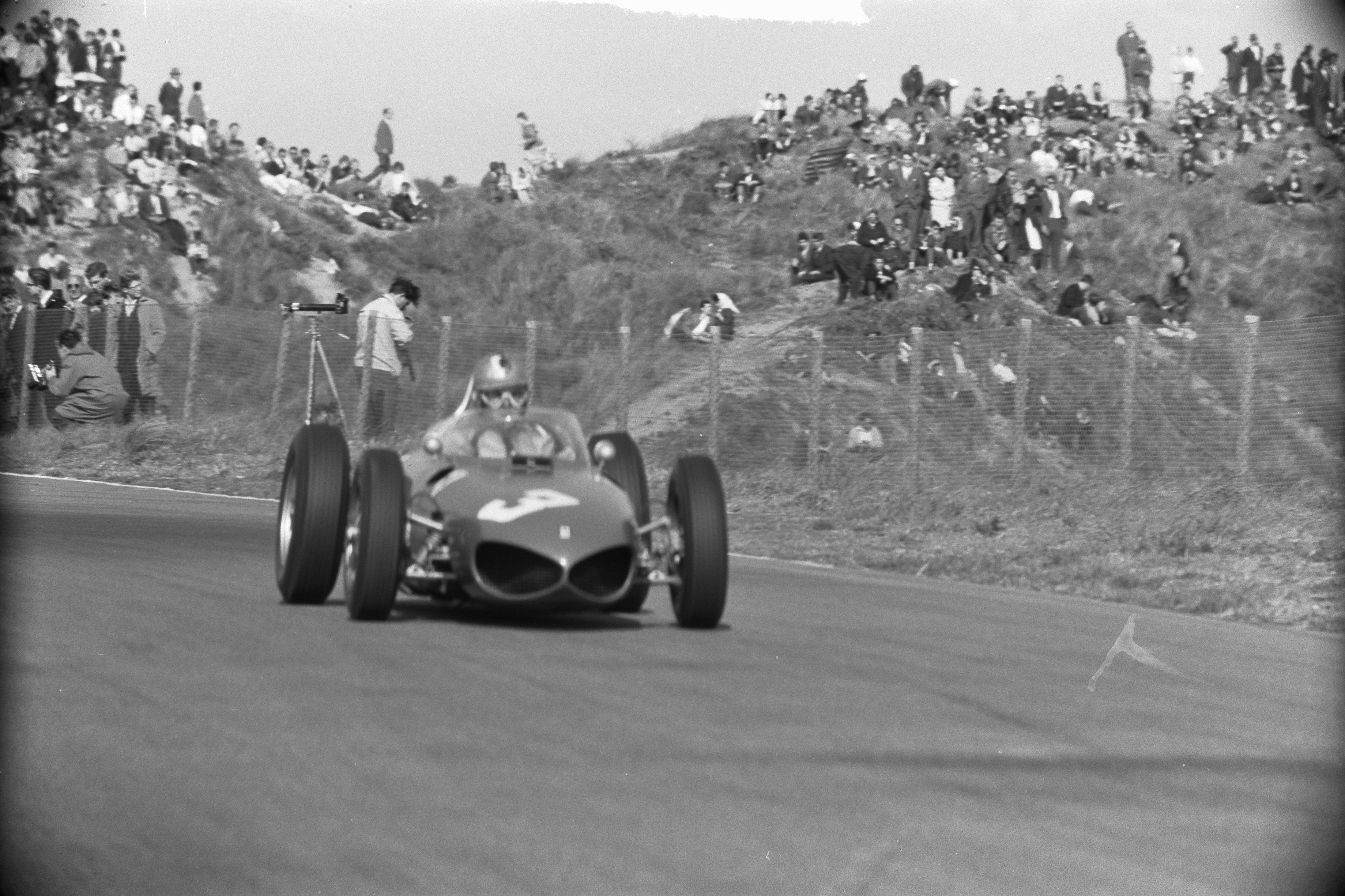
Wolfgang von Trips im Ferrari 156 beim Großen Preis der Niederlande 1961

Nach den Regeländerungen von 1961 hatte das Ferrari-Team das überlegene Fahrzeug und Berghe von Trips gewann seine ersten Formel-1-Rennen. Er war damit der erste deutsche Fahrer, der ein Formel-1-Weltmeisterschaftsrennen gewann. Als Führender der Weltmeisterschaftswertung verunglückte Berghe von Trips am 10. September 1961 beim Großen Preis von Italien in Monza nach einer Kollision mit Jim Clark in der zweiten Runde bei der Anfahrt zur Parabolica-Kurve tödlich. Bei diesem auch als „schwarze Stunde der Formel 1“ bezeichneten Unfall schleuderte Berghe von Trips’ Ferrari 156 auf den seitlichen Erdwall der Geraden vor der Kurve und prallte gegen die Drahtabzäunung vor den Zuschauern, wobei 15 Menschen getötet und 60 weitere verletzt wurden. Berghe von Trips wurde dabei aus dem Rennwagen geschleudert und war durch einen Genickbruch sofort tot. Teamkollege Phil Hill gewann das Rennen und wurde später Weltmeister mit 34 Punkten vor Berghe von Trips mit 33 Punkten. Dritter wurde Stirling Moss mit 21 Punkten.

## Ehrungen und Andenken
Bei der Wahl zum „Sportler des Jahres 1961“ gewann Berghe von Trips mit 1193 Stimmen. Außerdem verlieh ihm der damalige Bundespräsident Theodor Heuss am 31. März 1959 das Silberne Lorbeerblatt.

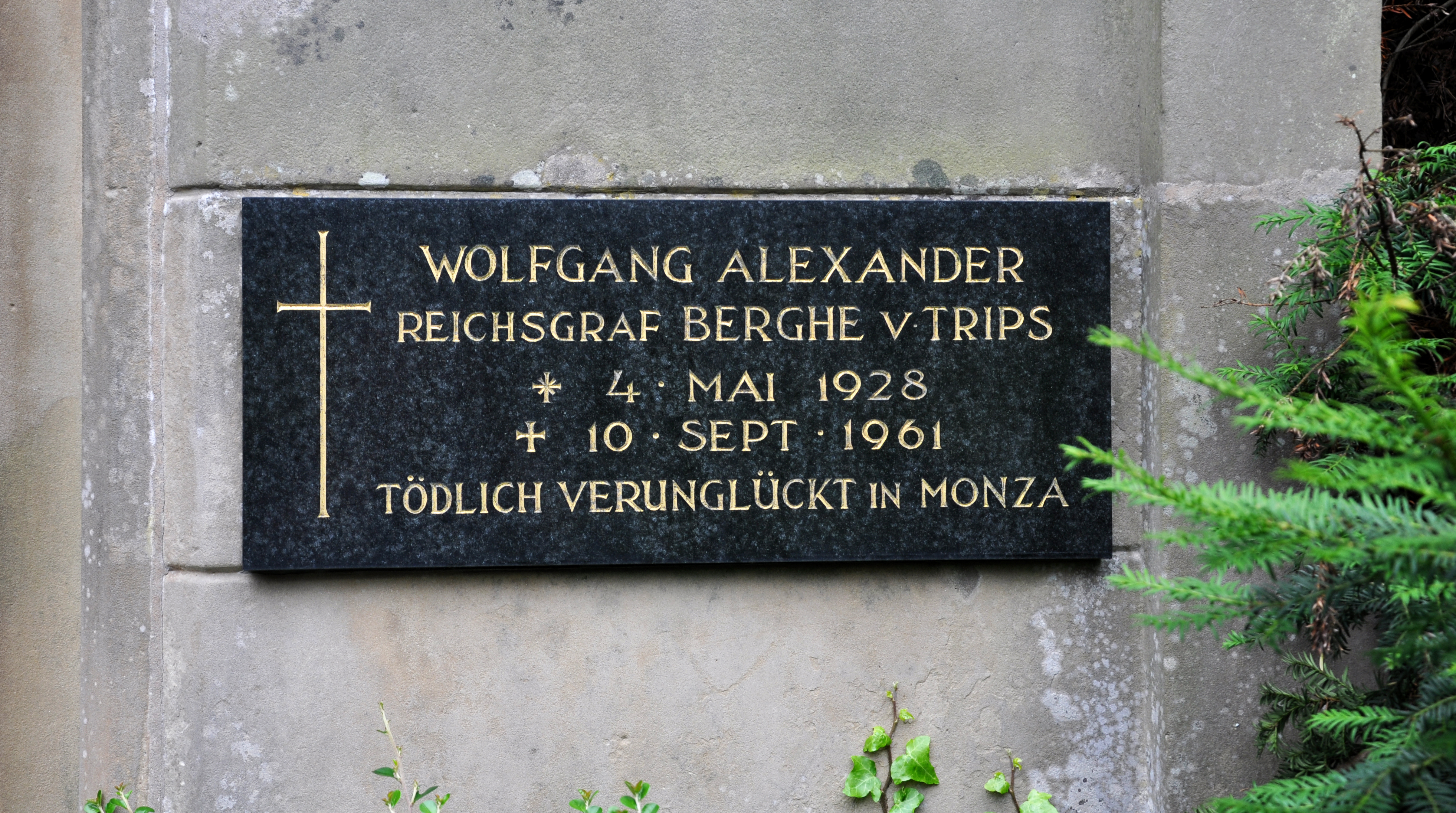
Grabtafel am Familiengrab auf dem Friedhof in Horrem

Wolfgang Graf Berghe von Trips wurde in der Familiengruft auf dem Friedhof in Kerpen-Horrem beigesetzt. In der Villa Trips am Schloss Hemmersbach der gräflichen Familie Berghe von Trips, deren letzter Nachkomme er war, wurde von einer aus dem Familienvermögen ohne Erben gegründeten Stiftung ein Rennsportmuseum eingerichtet. 2015 wurde die Villa Trips an den Horremer Unternehmer Alexander Noven verkauft, der so sicherstellen will, dass das Museum und das Andenken an den Grafen erhalten bleiben.
Anlässlich seines 65. Geburtstags wurde 1993 am Nürburgring eine lebensgroße Bronzestatue auf einem steinernen Sockel als Graf-Berghe-von-Trips-Denkmal errichtet. Ein Zweitguss wurde später vor der Villa Trips an der Burg Hemmersbach aufgestellt, dieser zog 2018 zum Schloss Loersfeld in Kerpen um.
1996 bekam Berghe von Trips im englischen Spielfilm „La Passione“ (Drehbuch und Musik: Chris Rea) ein filmisches Denkmal. Für diesen Film, in dessen Mittelpunkt der Handlung ein Junge steht, der Berghe von Trips als großes Idol verehrt, wurde Original-Filmmaterial von Berghe von Trips verwendet, das bis dahin noch nicht gezeigt worden war. Im Abspann des Films ist erst ein Schwenk auf sein Grab und dann eine Ferrari-Fahrt von Berghe von Trips auf der Rennstrecke von Monza einschließlich der Steilkurven zu sehen, die 1960 mittels einer vor seinem Gesicht montierten Kamera in originaler Länge aufgezeichnet worden war – dazu läuft Chris Reas Song „Only to fly“, der seinerzeit auch als Single veröffentlicht wurde.
Seit 1982 wird jedes Jahr der ADAC Graf Berghe von Trips Pokal ausgeschrieben; sie ist die erste Rennserie im historischen Motorsport in Deutschland.
2008 wurde Berghe von Trips in die Hall of Fame des deutschen Sports aufgenommen.

## Sonstiges

### Kartsport
Berghe von Trips war Mitbegründer des Deutschen Sportfahrer Kreises (DSK) und brachte Karts aus den USA nach Deutschland mit. Der Heimatverein von Michael und Ralf Schumacher ist heute nach ihm benannt (Wolfgang Reichsgraf Berghe von Trips e. V., Kart-Club Kerpen-Manheim im DMV).

### Formel Junior
1959/60 entwickelte und baute Wolfgang Graf Berghe von Trips zusammen mit dem Konstrukteur Valerio Colotti und dem Karossier Medardo Fantuzzi einen Formel-Junior-Rennwagen, der preisgünstig und für junge Leute erschwinglich sein sollte. Es war ein Monoposto mit wassergekühltem Dreizylinder-Zweitakt-Mittelmotor von Auto Union, einem Gitterrohrrahmen sowie Einzelradaufhängung vorn und hinten, jeweils an unteren Querlenkern und oberer Querblattfeder. Der von Gerhard Mitter aufbereitete Motor leistete 85 PS. Am 30. April 1960 war der TCA (Trips-Colotti-Auto-Union) fertig, allerdings ohne anschließend die in ihn gesetzten Erwartungen zu erfüllen. Gegenüber den englischen Formel-Junior-Wagen war der TCA nicht konkurrenzfähig. Sieben Stück wurden gebaut. Am 20. April 1961 verunglückte der junge Rennfahrer Erich Bode bei Testfahrten auf dem Nürburgring mit dem Prototyp Nr. 001 tödlich. Danach blieb das Auto unrestauriert. Es befindet sich jetzt im Automuseum Prototyp (Hamburg).

Prototyp TCA Nr. 001
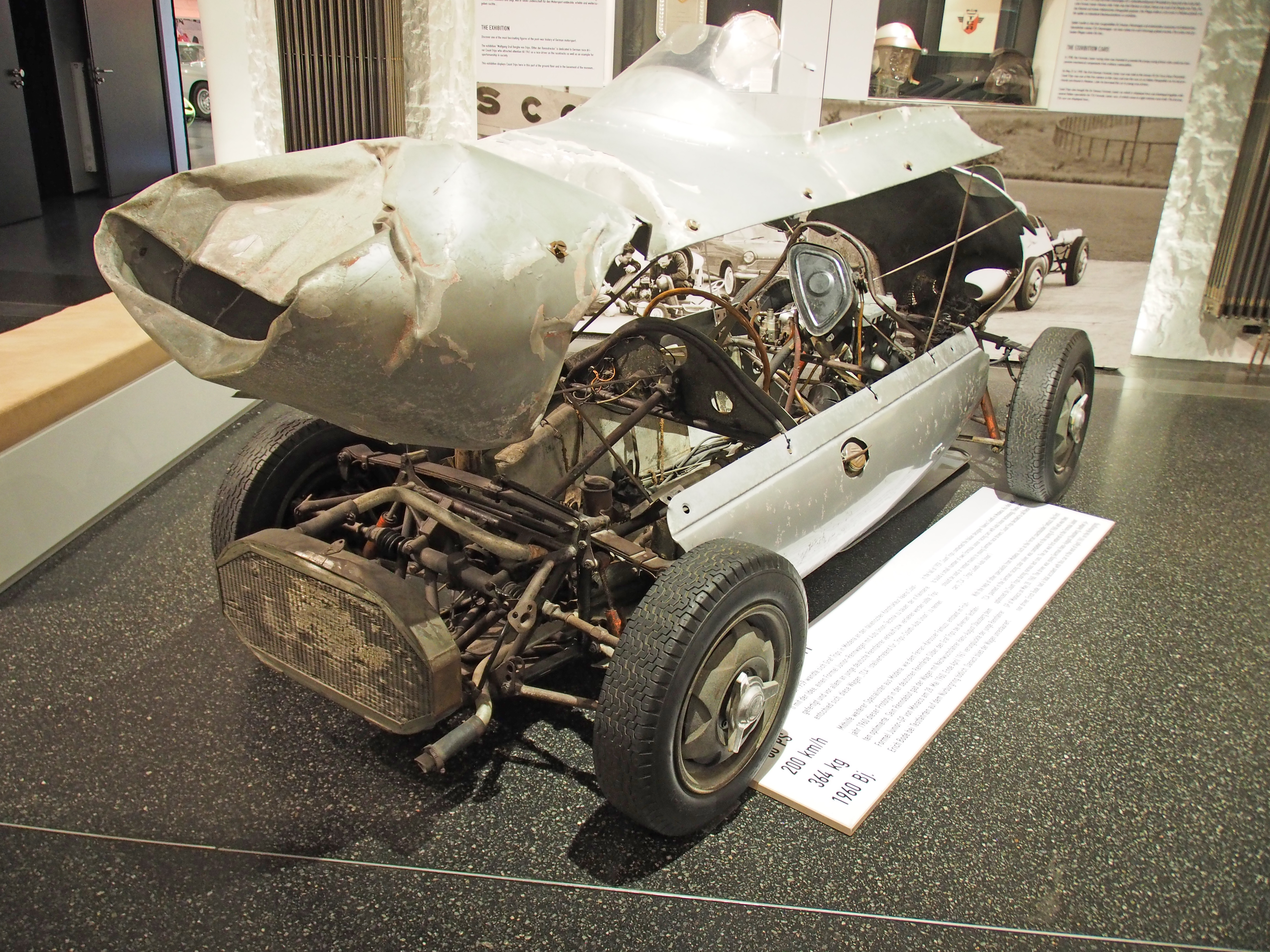
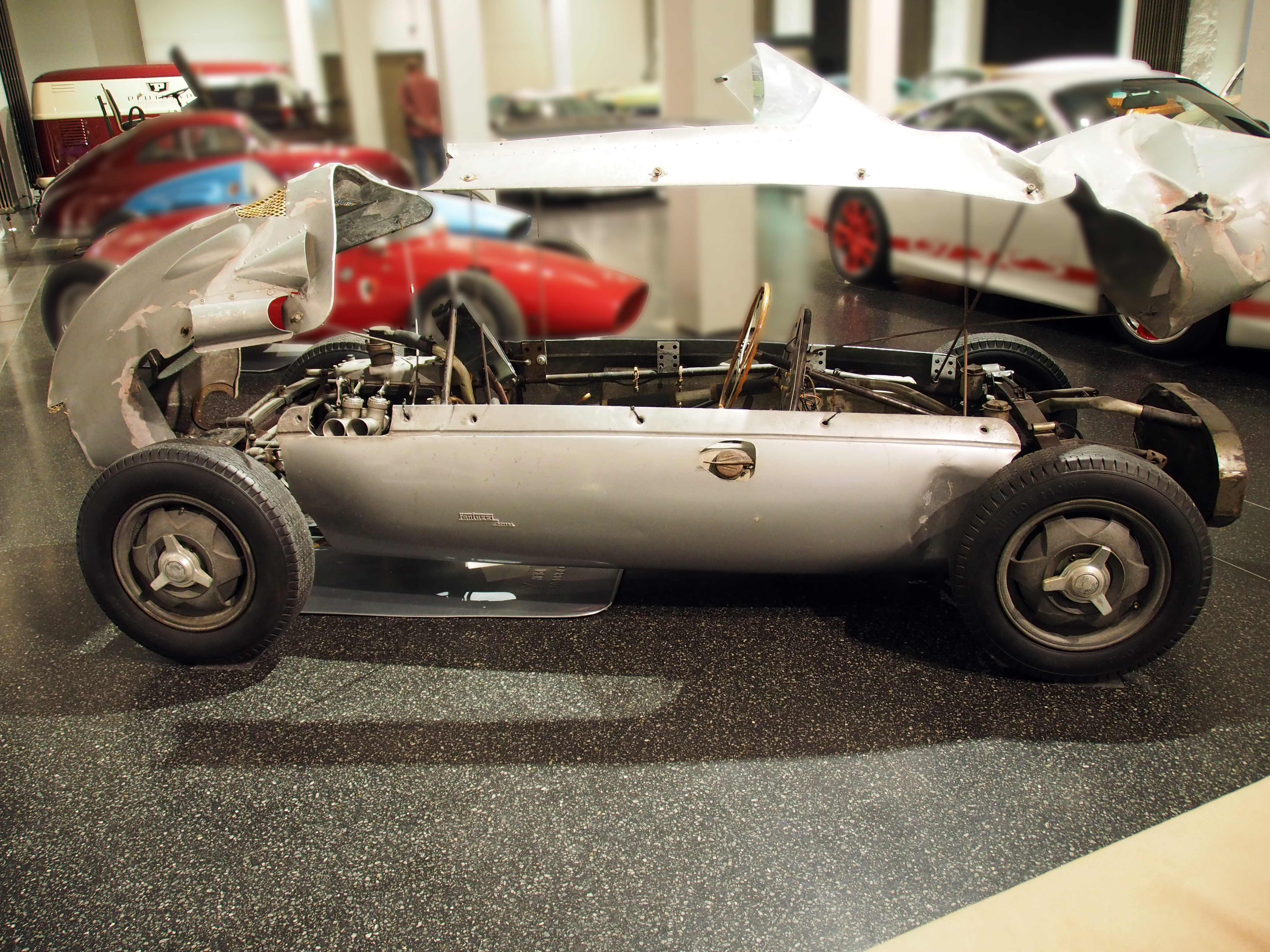

### Scuderia Colonia
1960 gründete Trips zusammen mit anderen Rennfahrerkollegen und gefördert von dem auch als Rennfahrer erfolgreichen Unternehmer Victor Rolff die Sportfahrergemeinschaft Scuderia Colonia. Diese nahm als Team mit den Fahrern Michael May und Wolfgang Seidel auf Lotus-18-Rennwagen letztmals am tragisch verlaufenen Großen Preis von Italien 1961 teil, bei dem Trips allerdings als Werksfahrer der Scuderia Ferrari an den Start ging.

## Statistik

### Statistik in der Automobil-Weltmeisterschaft

#### Grand-Prix-Siege
| - 1961 Großer Preis der Niederlande (Zandvoort) | - 1961 Großer Preis von Großbritannien (Aintree) |

#### Gesamtübersicht
| Saison | Team                   | Chassis            | Motor           | Rennen | Siege | Zweiter | Dritter | Poles | schn. Rennrunden | Punkte | WM-Pos. |
| ------ | ---------------------- | ------------------ | --------------- | ------ | ----- | ------- | ------- | ----- | ---------------- | ------ | ------- |
| 1957   | Scuderia Ferrari       | Ferrari D50        | Ferrari 2.5 V8  | 1      | −     | −       | −       | −     | −                | 4      | 14.     |
| 1957   | Scuderia Ferrari       | Ferrari 801        | Ferrari 2.5 V8  | 2      | −     | −       | 1       | −     | −                | 4      | 14.     |
| 1958   | Scuderia Ferrari       | Ferrari Dino 246F1 | Ferrari 2.4 V6  | 6      | −     | −       | 1       | −     | −                | 9      | 12.     |
| 1959   | Dr. Ing. F. Porsche KG | Porsche 718        | Porsche 1.5 F4  | 1      | −     | −       | −       | −     | −                | −      | NC      |
| 1959   | Scuderia Ferrari       | Ferrari Dino 246F1 | Ferrari 2.4 V6  | 1      | −     | −       | −       | −     | −                | −      | NC      |
| 1960   | Scuderia Ferrari       | Ferrari Dino 246F1 | Ferrari 2.4 V6  | 7      | −     | −       | −       | −     | −                | 10     | 7.      |
| 1960   | Scuderia Ferrari       | Ferrari Dino 246P  | Ferrari 2.4 V6  | 1      | −     | −       | −       | −     | −                | 10     | 7.      |
| 1960   | Scuderia Centro Sud    | Cooper T51         | Maserati 2.5 L4 | 1      | −     | −       | −       | −     | −                | 10     | 7.      |
| 1961   | Scuderia Ferrari       | Ferrari 156        | Ferrari 1.5 V6  | 7      | 2     | 2       | −       | 1     | −                | 33     | 2.      |
| Gesamt | Gesamt                 | Gesamt             | Gesamt          | 27     | 2     | 2       | 2       | 1     | −                | 56     |         |

#### Einzelergebnisse
| Saison | 1   | 2 | 3   | 4   | 5   | 6   | 7   | 8 | 9   | 10 | 11 |
| ------ | --- | - | --- | --- | --- | --- | --- | - | --- | -- | -- |
| 1956   |     |   |     |     |     |     |     |   |     |    |    |
|        |     |   |     |     |     |     | DNS |   |     |    |    |
| 1957   |     |   |     |     |     |     |     |   |     |    |    |
| 61     | 7   |   |     |     |     |     | 3   |   |     |    |    |
| 1958   |     |   |     |     |     |     |     |   |     |    |    |
| DNA    | DNF |   |     |     | 3   | DNF | 4   | 5 | DNF |    |    |
| 1959   |     |   |     |     |     |     |     |   |     |    |    |
| DNF    |     |   |     |     | DNS |     |     | 6 |     |    |    |
| 1960   |     |   |     |     |     |     |     |   |     |    |    |
| 5      | 8*  |   | 5   | DNF | 11* | 6   | 4   | 5 | 9   |    |    |
| 1961   |     |   |     |     |     |     |     |   |     |    |    |
| 4      | 1   | 2 | DNF | 1   | 2   | DNF |     |   |     |    |    |

1 Fahrerwechsel mit Cesare Perdisa und Peter Collins beim Großen Preis von Argentinien 1957
| Legende  | Legende            | Legende                                                          |
| Farbe    | Abkürzung          | Bedeutung                                                        |
| -------- | ------------------ | ---------------------------------------------------------------- |
| Gold     | –                  | Sieg                                                             |
| Silber   | –                  | 2. Platz                                                         |
| Bronze   | –                  | 3. Platz                                                         |
| Grün     | –                  | Platzierung in den Punkten                                       |
| Blau     | –                  | Klassifiziert außerhalb der Punkteränge                          |
| Violett  | DNF                | Rennen nicht beendet (did not finish)                            |
| Violett  | NC                 | nicht klassifiziert (not classified)                             |
| Rot      | DNQ                | nicht qualifiziert (did not qualify)                             |
| Rot      | DNPQ               | in Vorqualifikation gescheitert (did not pre-qualify)            |
| Schwarz  | DSQ                | disqualifiziert (disqualified)                                   |
| Weiß     | DNS                | nicht am Start (did not start)                                   |
| Weiß     | WD                 | zurückgezogen (withdrawn)                                        |
| Hellblau | PO                 | nur am Training teilgenommen (practiced only)                    |
| Hellblau | TD                 | Freitags-Testfahrer (test driver)                                |
| ohne     | DNP                | nicht am Training teilgenommen (did not practice)                |
| ohne     | INJ                | verletzt oder krank (injured)                                    |
| ohne     | EX                 | ausgeschlossen (excluded)                                        |
| ohne     | DNA                | nicht erschienen (did not arrive)                                |
| ohne     | C                  | Rennen abgesagt (cancelled)                                      |
| ohne     | keine WM-Teilnahme |                                                                  |
| sonstige | P/fett             | Pole-Position                                                    |
| sonstige | 1/2/3/4/5/6/7/8    | Punktplatzierung im Sprint-/Qualifikationsrennen                 |
| sonstige | SR/kursiv          | Schnellste Rennrunde                                             |
| sonstige | *                  | nicht im Ziel, aufgrund der zurückgelegten Distanz aber gewertet |
| sonstige | ()                 | Streichresultate                                                 |
| sonstige | unterstrichen      | Führender in der Gesamtwertung                                   |

### Le-Mans-Ergebnisse
| Jahr | Team                 | Fahrzeug                | Teamkollege             | Platzierung            | Ausfallgrund     |
| ---- | -------------------- | ----------------------- | ----------------------- | ---------------------- | ---------------- |
| 1956 | Porsche KG           | Porsche 550A/4 RS Coupé | Richard von Frankenberg | Rang 5 und Klassensieg |                  |
| 1958 | Scuderia Ferrari     | Ferrari 250TR 58        | Wolfgang Seidel         | Ausfall                | Unfall           |
| 1959 | Porsche KG           | Porsche 718 RSK         | Joakim Bonnier          | Ausfall                | Kupplungsschaden |
| 1960 | Scuderia Ferrari SpA | Ferrari 250TR 59/60     | Phil Hill               | Ausfall                | kein Benzin      |
| 1961 | Scuderia Ferrari     | Ferrari Dino 246SP      | Richie Ginther          | Ausfall                | kein Benzin      |

### Sebring-Ergebnisse
| Jahr | Team                     | Fahrzeug           | Teamkollege        | Teamkollege    | Teamkollege    | Platzierung            | Ausfallgrund     |
| ---- | ------------------------ | ------------------ | ------------------ | -------------- | -------------- | ---------------------- | ---------------- |
| 1956 | Porsche KG               | Porsche 550 Spyder | Hans Herrmann      |                |                | Rang 6 und Klassensieg |                  |
| 1957 | Ferrari Factory          | Ferrari 290MM      | Phil Hill          |                |                | Ausfall                | Batterie         |
| 1958 | Scuderia Ferrari         | Ferrari 250TR/58   | Mike Hawthorn      |                |                | Ausfall                | Kraftübertragung |
| 1959 | Porsche Auto Company     | Porsche 718 RSK    | Joakim Bonnier     |                |                | Rang 3 und Klassensieg |                  |
| 1961 | Sefac Automobile Ferrari | Ferrari 250TRI     | Giancarlo Baghetti | Willy Mairesse | Richie Ginther | Rang 2                 |                  |

### Einzelergebnisse in der Sportwagen-Weltmeisterschaft
| Saison | Team                               | Rennwagen                                             | 1   | 2   | 3   | 4   | 5   | 6   | 7   |
| ------ | ---------------------------------- | ----------------------------------------------------- | --- | --- | --- | --- | --- | --- | --- |
| 1954   | Porsche                            | Porsche 356                                           | BUA | SEB | MIM | LEM | RTT | CAP |     |
| 1954   | Porsche                            | Porsche 356                                           | 33  |     |     |     |     |     |     |
| 1955   | Wolfgang von Trips Daimler-Benz AG | Porsche 356 Mercedes-Benz 300 SLR                     | BUA | SEB | MIM | LEM | RTT | TAR |     |
| 1955   | Wolfgang von Trips Daimler-Benz AG | Porsche 356 Mercedes-Benz 300 SLR                     |     |     | 25  |     | 3   |     |     |
| 1956   | Porsche Scuderia Ferrari           | Porsche 550 Mercedes-Benz 300 SL Ferrari 290MM        | BUA | SEB | MIM | NÜR | KRI |     |     |
| 1956   | Porsche Scuderia Ferrari           | Porsche 550 Mercedes-Benz 300 SL Ferrari 290MM        |     | 6   | DNF | 4   | 2   |     |     |
| 1957   | Scuderia Ferrari                   | Ferrari 290S Ferrari 290MM Ferrari 315S Ferrari 250TR | BUA | SEB | MIM | NÜR | LEM | KRI | CAR |
| 1957   | Scuderia Ferrari                   | Ferrari 290S Ferrari 290MM Ferrari 315S Ferrari 250TR | DNF | DNF | 2   |     |     |     | 3   |
| 1958   | Scuderia Ferrari                   | Ferrari 250TR                                         | BUA | SEB | TAR | NÜR | LEM | RTT |     |
| 1958   | Scuderia Ferrari                   | Ferrari 250TR                                         | 2   | DNF | 3   | 3   | DNF |     |     |
| 1959   | Porsche                            | Porsche 718 RSK                                       | SEB | TAR | NÜR | LEM | RTT |     |     |
| 1959   | Porsche                            | Porsche 718 RSK                                       | 3   | DNF | 7   | DNF | 2   |     |     |
| 1960   | Scuderia Ferrari                   | Ferrari 250TR Ferrari Dino 246S                       | BUA | SEB | TAR | NÜR | LEM |     |     |
| 1960   | Scuderia Ferrari                   | Ferrari 250TR Ferrari Dino 246S                       | 2   |     | 2   | DNF | DNF |     |     |
| 1961   | Scuderia Ferrari                   | Ferrari 250TRI Ferrari Dino 246SP                     | SEB | TAR | NÜR | LEM | PES |     |     |
| 1961   | Scuderia Ferrari                   | Ferrari 250TRI Ferrari Dino 246SP                     | 2   | 1   | 3   | DNF |     |     |     |